# Château de Biederstein
Le château de Biederstein était un château situé dans le quartier de Schwabing à Munich (aujourd'hui rue Biedersteiner / tunnel Biedersteiner) au nord du lac Kleinhesseloher. Appartenant à la maison de Bavière, il se composait de deux bâtiments distincts : le vieux château (Alten Schloss) et le nouveau château (Neuen Schloss), tous deux détruits, respectivement en 1945 et en 1934.

## Histoire

### Premier hôtel particulier (1723-1802)
Sur le site de Biederstein, en 1723, l'électeur Maximilien-Emmanuel de Bavière, qui avait constamment besoin d'argent, attribua des « terrains non cultivés » (öde Gründe) aux personnes qui voulaient constituer des jardins et ériger des maisons dans le Schwabinger Hayd. Un premier hôtel particulier simple à deux étages est construit sur les lieux. Coiffé d'un toit en croupe, il était divisé en cinq axes par des fenêtres. Propriété du maître de tribut électoral, Josef Seemüller, elle devient, en 1781, celle du baron Karl Albert von Aretin. En 1784, le prince-électeur Charles-Théodore de Bavière acquiert la bâtisse et la donne en location comme fief chevaleresque à Stephan von Stengel (de), son conseiller privé qui y demeure avec sa famille.

### Ancien château (1804-1945)

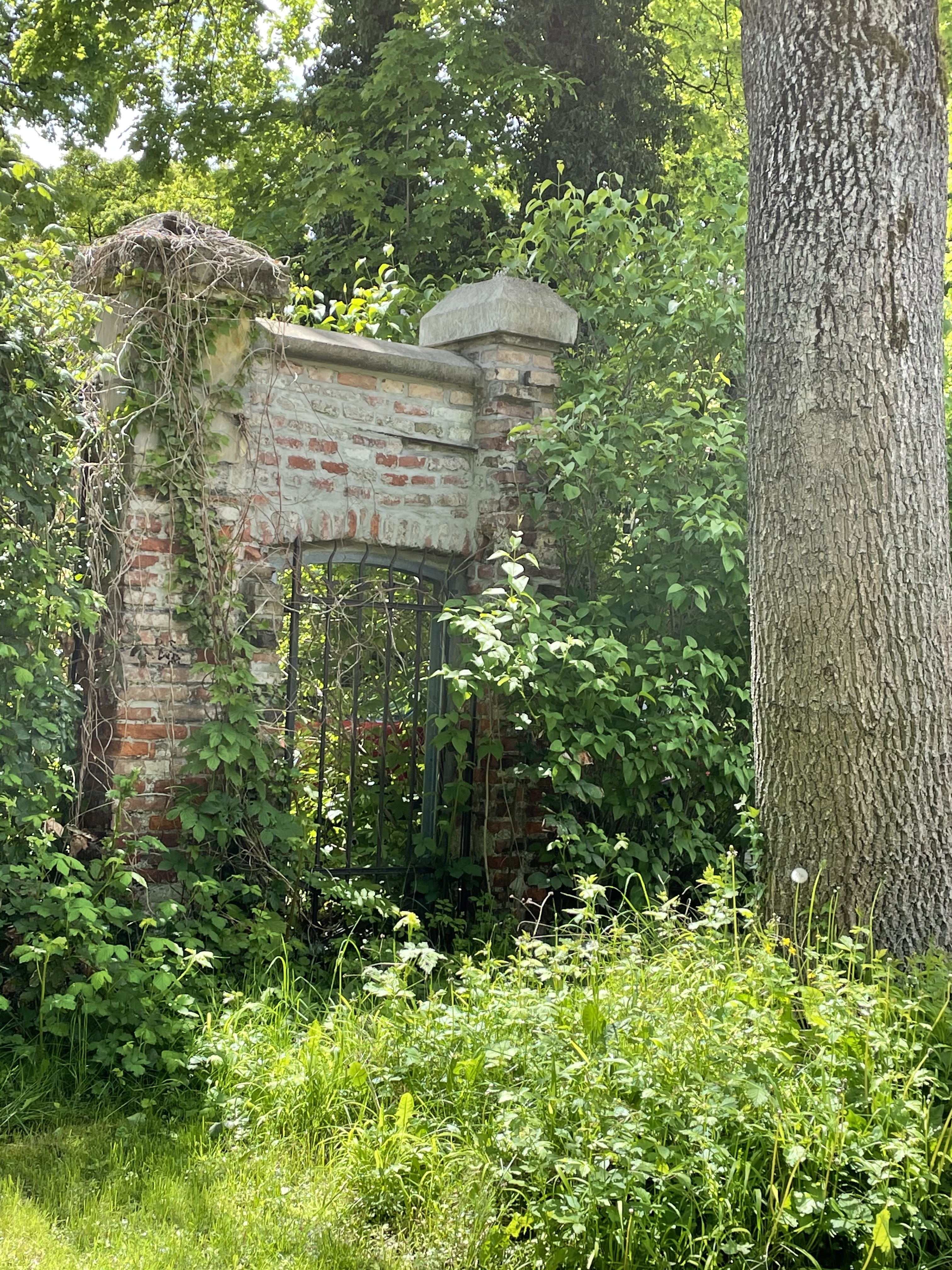
Ruines de l'ancien château de Biederstein en 2021.

Le 9 mai 1803, le roi Maximilien Ier de Bavière achète le bâtiment pour la somme de 18 000 gulden et le donne à son épouse Caroline de Bade comme maison de campagne. Selon les plans de l'architecte de la cour Franz Thurn, il a été modifié en 1804 avant que des extensions à cinq axes ne soient ajoutées des deux côtés en 1825.
Veuve, la reine Caroline a peu utilisé le palais comme résidence après la mort de son mari, advenue le 13 octobre 1825, car elle décide rapidement de faire bâtir une nouvelle résidence plus vaste sur les lieux.
Dans le parc du palais, qui n'existe plus, il y avait également un belvédère dû à Karl von Fischer, professeur à l'académie des beaux-arts de Munich, en 1810, qui a ensuite été démoli pour permettre la construction du nouveau palais. Devant l'ancien château, il y avait un lac (Biedersteiner See) avec deux petites îles, qui était alimenté par un affluent du Schwabinger Bach.

### Nouveau château (1830-1934)
Conformément aux souhaits de Caroline de Bade, de 1826 à 1830, un nouveau château néo-classique est construit à son usage, selon les plans de l'architecte Leo von Klenze. Après la mort de Caroline, en 1841, le château devient la propriété de sa fille Ludovica de Bavière, épouse du duc Maximilien en Bavière. Le 30 décembre 1876, Ludovica cède le nouveau château à son fils puîné, le duc Maximilien-Emmanuel en Bavière qui y réside avec sa famille. Maximilien-Emmanuel meurt dès 1893, suivi dans la tombe par son épouse, Amélie de Saxe-Cobourg-Gotha, qui meurt au château de Biederstein le 6 mai de l'année suivante. Après la mort de leurs parents, selon les préconisations du conseil de famille, les trois princes bavarois orphelins, Siegfried August, Christoph et Luitpold-Emanuel continuent à être élevés au nouveau château de Biederstein, ce qui leur confère le surnom de lignée de Biederstein.
Sur le terrain du Nouveau Palais, qui a été démoli en 1934, un manège SS aurait existé, seulement durant une courte période ,, de même que des bâtiments résidentiels, ainsi qu'un bureau de la maison d'édition CH Beck, après la Seconde Guerre mondiale, la filiale « Biederstein Verlag ».
L'ancien château est détruit pendant la Seconde guerre, en 1944. En 1945, ses ruines sont rasées. Afin de mener à bien d'autres projets architecturaux (le château de Ringberg à Kreuth), le duc Luitpold Emanuel en Bavière vend la propriété du château de Biederstein. De 1951 à 1955, une cité étudiante est construite à sa place par les architectes Otto Roth et Harald Roth avec le concours de Charles Crodel.

#### Ouvrages
- (de) Werner Meyer, Burgen und Schlösser in Bayern, Francfort-sur-le-Main, Wolfgang Weidlich, 1961, 224 p..
- Olivier Defrance, La Médicis des Cobourg : Clémentine d’Orléans, Bruxelles, Racine, 2007, 368 p. (ISBN 978-2-87386-486-6 et 2-87386-486-9, lire en ligne).
- (de) Norbert Nemec, Erzherzogin Maria Annunziata (1876–1961) : Die unbekannte Nichte Kaiser Franz Josephs I, Vienne, Böhlau Verlag, 2010, 313 p. (ISBN 978-3-20578-456-2).

#### Article
- Damien Bilteryst, Olivier Defrance et Joseph van Loon, « Les Biederstein, cousins oubliés de la reine Élisabeth, années 1875-1906 », Museum Dynasticum, vol. XXXIV, no 1,‎ 2022, p. 2-26 (ISSN 0777-0936, lire en ligne, consulté le 13 octobre 2022).